# Zhang Ming En
Zhang Ming'en (chino simple: 张铭恩), es un actor chino.

## Biografía
Se graduó de la prestigiosa "Central Academy of Drama".
En agosto del 2019 se anunció que estaba saliendo con la actriz china Xu Lu (徐璐), sin embargo la relación finalizó más tarde.

## Carrera
Es miembro de la agencia "Zhang Ming'en Studio" (bajo Linghe Culture 灵河文化).
En 2016 obtuvo su primer papel importante en la televisión cuando se unió al elenco de la serie The Mystic Nine donde interpretó al teniente Zhang Rishan, un hombre leal y obediente, así como la mano derecha de Zhang Qishan (William Chan) cuyas habilidades en artes marciales son superiores a las de su maestro.
En julio del 2017 se unió al elenco principal del spin-off de "The Mystic Nine", Tiger Bones Plum Blossom (también conocida como "Tientsin Mystic") donde volvió a dar vida a Zhang Rishan.
En el 2018 volvió a interpretar a Zhang Rishan (Qin Hao), uno de los amigos de Wu Xie y el jefe del grupo de vendedores de antigüedades en Tomb of the Sea, otro spin-off de "The Mystic Nine".
El 13 de marzo del 2019 se unió al elenco principal en la serie romántica Destiny's Love (también conocida como "The Life Planner") donde interpretó a Chi Yu, hasta el final de la serie el 12 de abril del mismo año.
En mayo del mismo año se anunció que se unió al elenco principal de la serie L.O.R.D. Critical World donde dará vida a Qi Ling, el discípulo de séptimo grado.
En el 2020 se unirá al elenco principal de la serie Insect Totem donde interpretará a Pan Jun.

## Filmografía

### Series de televisión
| Año             | Título                                               | Personaje        | Notas        |
| --------------- | ---------------------------------------------------- | ---------------- | ------------ |
| 2020 - presente | Insect Totem                                         | Pan Jun          |              |
| 2020            | Heroes In Harm's Way                                 | Fu Xiaozhou      | 2 episodios  |
| 2020            | Tientsin Mystic 2                                    | Ding Mao         | 24 episodios |
| 2019            | L.O.R.D. Critical World                              | Qi Ling          | 48 episodios |
| 2019            | Destiny's Love                                       | Chi Yu           | 36 episodios |
| 2019            | Nice to Meet You                                     | Yu Zhi           | 53 episodios |
| 2018            | Tomb of the Sea                                      | Lt. Zhang Rishan |              |
| 2017            | Tientsin Mystic                                      | Ding Mao         |              |
| 2017            | The Mystic Nine Side Story: Tiger Bones Plum Blossom | Lt. Zhang Rishan | 24 episodios |
| 2016            | The Mystic Nine                                      | Lt. Zhang Rishan |              |

### Películas
| Año  | Título                                               | Personaje      | Notas                 |
| ---- | ---------------------------------------------------- | -------------- | --------------------- |
| 2016 | The Mystic Nine Side Story: Tiger Bones Plum Blossom | Teniente Zhang | junto a Yang Zi Jiang |

### Programas de variedades
| Año             | Programa                            | Notas                   |
| --------------- | ----------------------------------- | ----------------------- |
| 2020 - presente | Actor Please Take Your Place S2     | participante            |
| 2019            | Meeting Mr. Right S2 (女儿们的恋爱) | miembro - junto a Xu Lu |
| 2019            | Super Penguin League                |                         |
| 2019            | Happy Camp                          | 2 episodios - invitado  |

### Eventos
| Año  | Título                               | Notas      |
| ---- | ------------------------------------ | ---------- |
| 2020 | Lifestyle Media Style Gala - Youture |            |
| 2019 | 2019 Cosmo Glam Night                |            |
| 2019 | IPSA Brand Event                     | en Nanjing |

### Revistas / sesiones fotográficas
| Año  | Revistas                             | Notas              |
| ---- | ------------------------------------ | ------------------ |
| 2020 | OK! Magazine’s Valentine’s Day Issue | junto a Xu Lu      |
| 2019 | Cosmo Bride                          | junto a Xu Lu      |
| 2019 | YOHO!GIRL                            |                    |
| 2019 | Grazia Boyfriend                     | (publicación #411) |
| 2019 | FireBible                            |                    |

## Premios y nominaciones
| Año  | Categoría           | Premio                                                                       | Series          | Resultado |
| ---- | ------------------- | ---------------------------------------------------------------------------- | --------------- | --------- |
| 2017 | Popular Actor Award | Belt and Road Initiative International Fashion Week: The Most Credible Award | -               | Ganó      |
| 2017 | Best New Actor      | 7th iQiyi All-Star Carnival                                                  | Tientsin Mystic | Ganó      |
| 2016 | Best New Actor      | 6th iQiyi All-Star Carnival                                                  | The Mystic Nine | Ganó      |